# Coneheads
Pour plus de détails, voir Fiche technique et Distribution.
Coneheads est un film américain réalisé par Steve Barron, sorti en 1993.

## Synopsis
Un couple d'émissaires de la planète Remulak, Beldar et Prymaat, vient pour conquérir la Terre. À la suite d'une mauvaise manœuvre, leur navette plonge dans l'East River près de New York. Ils sont recherchés par les services de l'immigration. Pour survivre en attendant la navette de secours, ils s'intègrent : un petit boulot, un petit pavillon et un enfant.

## Fiche technique
- Titre : Coneheads
- Réalisation : Steve Barron
- Scénario : Tom Davis, Dan Aykroyd, Bonnie Turner et Terry Turner
- Production : Lorne Michaels, Michael I. Rachmil et Barnaby Thompson
- Société de production : Paramount Pictures
- Musique : David Newman
- Photographie : Francis Kenny
- Montage : Paul Trejo
- Décors : Gregg Fonseca
- Costumes : Marie France
- Pays de production :  États-Unis
- Format : couleur - 1,37:1 - Dolby - 35 mm
- Genre : comédie, science-fiction
- Durée : 88 minutes
- Dates de sortie au cinéma :
  - États-Unis : 23 juillet 1993
  - France : 22 juin 1994
- Dates de sortie en DVD :
  - le 12 septembre 2002 chez l'éditeur "Paramount Pictures"
  - le 6 juillet 2010 chez l'éditeur "Lancaster Aventi Distribution"

## Distribution
- Robert Knott (VF : Bertrand Arnaud) : le contrôleur du trafic aérien
- Dan Aykroyd (VF : Dominique Collignon-Maurin) : Beldar Conehead / Donald R. DeCicco
- Jane Curtin (VF : Monique Thierry) : Prymatt Conehead / Mary Margaret DeCicco
- Michael Richards (VF : Philippe Dumond) : le réceptionniste du motel

- Sinbad (VF : Pascal Nzonzi) : Otto
- Phil Hartman (VF : Philippe Peythieu) : Marlax
- Adam Sandler (VF : Bertrand Liebert) : Carmine
- David Spade (VF : Tanguy Goasdoué) : Eli Turnbull
- Michael McKean (VF : Jean-Pierre Leroux) : Gorman Seedling
- Shishir Kurup (en) (VF : Renaud Marx) : Khoudri
- Jason Alexander (VF : Jean-François Kopf) : Larry Farber
- Lisa Jane Persky (VF : Véronique Alycia) : Lisa Farber
- Michelle Burke (VF : Brigitte Berges) : Connie Conehead
- Joey Lauren Adams : Christina
- Parker Posey : Stephanie
- Chris Farley : Ronnie the Mechanic
- Kevin Nealon : le sénateur
- Jan Hooks (VF : Maria Tamar) : Gladys Johnson
- Julia Sweeney (VF : Ginette Pigeon) : la principale
- Ellen DeGeneres (VF : Sybille Tureau) : la coach
- James Keane : Harv
- Tom Davis : Supplicant
- Dave Thomas (VF : Jean-Pierre Delage) : un grand maître
- Jon Lovitz (VF : Hervé Caradec) : le Dr Rudolph (non crédité)

 Source et légende : version française (VF) sur RS Doublage

## Production

### Tournage
Le tournage s'est déroulé à Cerritos, Los Angeles et Paramus.

## Bande originale
- Kodachrome, interprété par Paul Simon
- Magic Carpet Ride, interprété par Slash et Michael Monroe
- Tainted Love, interprété par Dan Aykroyd
- No More Tears (Enough Is Enough), interprété par k.d. lang et Andy Bell
- Can't Take My Eyes Off You, interprété par Morten Harket
- It's A Free World Baby, interprété par R.E.M.
- Soul To Squeeze, interprété par Red Hot Chili Peppers
- Fight The Power, interprété par Barenaked Ladies
- Little Renee, interprété par Digable Planets
- Chale Jao, interprété par Babble (en)
- Conehead Love, interprété par Dan Aykroyd, Jane Curtin et Nan Schaefer

## Autour du film
- Adapté des sketchs du Saturday Night Live[2], Coneheads avait eu droit à une première adaptation télévisée d'une demi-heure, réalisée par Jules Bass et Arthur Rankin Jr. en 1983.
- Des scènes avec Colleen Camp, Ellen Cleghorne, Brian Doyle-Murray et Conan O'Brien furent filmées mais coupées au montage.
- Laraine Newman, qui interprétait Connie Conehead en 1975 dans le Saturday Night Live, fait une petite apparition dans le rôle de Laarta.
- Le personnage de Connie, alors âgé de trois ans, est interprété par Danielle Aykroyd, la fille de Dan Aykroyd.
- Coneheads marque les débuts au cinéma de l'actrice Michelle Burke.
- Frank Zappa a composé une chanson intitulée Conehead pour son album You Are What You Is.